# Chris Parks
Christopher J. "Chris" Parks, bedre kendt under ringnavnet "The Monster" Abyss (født 4. oktober 1973) er en amerikansk wrestler, der er på kontrakt med Total Nonstop Action Wrestling (TNA).
Chris Parks har wrestlet under ringnavnet Abyss i TNA siden 2003, men han har også periodevis wrestlet i Ring of Honor (ROH). I 2006 vandt Abyss sin første og hidtil eneste VM-titel, da han i TNA vandt NWA World Heavyweight Championship efter sejr over Sting. I 2010 begyndte han at samarbejde med Hulk Hogan, efter at Hogan startede i TNA. 